# André Gomes Pina
André Gomes Pina (,  — , ) foi um senhor de engenho que viveu no Recife na segunda metade do século XVI.
Cristão novo, ele chegou a ser denunciado à Inquisição por frequentar a sinagoga da cidade, assim como seu irmão, Francisco Thaide Pina, conhecido pela alcunha de Cheira-Dinheiro.
Foi dono do Engenho de Muribara. Morava numa ilhota que acabou conhecida pela população como Ilha do Pina. Juntamente com seu irmão, trabalhava no comércio de açúcar com a Europa e possuía um armazém, na época chamado de estância. A antiga Ilha do Pina é hoje o bairro do Pina.